# Acapulcogaai
De acapulcogaai (Cyanocorax sanblasianus) is een zangvogel uit de familie van de kraaien (Corvidae).

## Verspreiding en leefgebied
Deze soort is endemisch in het westen van Mexico en telt twee ondersoorten:
- C. s. nelsoni: de westkust van Mexico.
- C. s. sanblasianus: centraal Guerrero.

## Status
De grootte van de populatie is in 2019 geschat op 50.000-500.000 volwassen vogels. Op de Rode lijst van de IUCN heeft deze soort de status niet bedreigd.